# Tłuczań
Tłuczań – wieś w Polsce położona w województwie małopolskim, w powiecie wadowickim, w gminie Brzeźnica W roku 2021 Tłuczań liczyła 1079 mieszkańców.

## Położenie
Położona na Pogórzu Wielickim 250–320 m n.p.m., na zachód od Trawnej Góry. 
W latach 1975–1998 miejscowość administracyjnie należała do województwa bielskiego.
W pobliżu wsi przebiega droga krajowa nr 44, biegnąca z Gliwic do Krakowa.

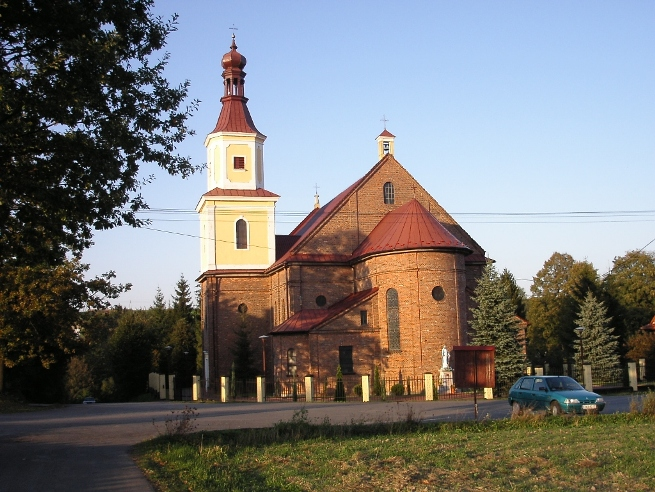
Kościół parafialny w Tłuczani

## Nazwa
Nazwę miejscowości w zlatynizowanej staropolskiej formie Thluczan oraz Tluczany wymienia w latach 1470–1480 Jan Długosz w księdze Liber beneficiorum dioecesis Cracoviensis.

## Historia
- Założona przez stolnika Dzierżka ze Stogniewic h. Jastrzębiec w 1353 r. W tym też roku erygowana parafia.
- Jan Długosz wymienia w 1470 r. jako właściciela Jana Strzeszkowskiego herbu Jastrzębiec[4].
- Pod koniec XV w. własność Strzeszów h. Kuczka, w XVI w. Porębskich h. Nabram a później: Porębskich, Lgockich, Żydowskich i Starowieyskich.

Współczesny Tłuczań powstał 6 czerwca 1926 przez połączenie Tłuczania Górnego z Tłuczaniem Dolnym w jedną jednostkę, która zaczeła funkcjonować 15 października 1926.

## Zabytki
Obiekt wpisany do rejestru zabytków nieruchomych województwa małopolskiego.
- Kościół pw. Nawiedzenia NPM, otoczenie, starodrzew.